# Gilbert Sauvan
Pour les articles homonymes, voir Sauvan.
Gilbert Sauvan, né le 15 juillet 1956 à Peyroules (Alpes-de-Haute-Provence), ville où il est mort le 16 septembre 2017,, est un homme politique français, membre du Parti socialiste.

## Biographie
Natif de Peyroules dans le sud des Alpes-de-Haute-Provence, Gilbert Sauvan est fils d'agriculteurs. Il est marié et père d'une fille.
Il fait carrière à la Direction départementale de l'équipement des Alpes-Maritimes, département limitrophe de sa commune natale, comme contrôleur des travaux publics de l'État à la subdivision de l’équipement de Saint-Auban - Coursegoules (Alpes-Maritimes).En 2007 il devient technicien territorial au Conseil général des Alpes-Maritimes. D'abord syndiqué à la CGT, il prend sa carte au Parti socialiste en 1980. Il en devient secrétaire fédéral en 2000 à l'occasion du congrès de Grenoble jusqu’en novembre 2012, cédant alors sa place à Bernard Aymes.
En 1983, il est élu maire de Peyroules, puis réélu en 1989, 1995 et 2001. Il est ensuite élu conseiller général dans le canton de Castellane en 1998, réélu en 2004 et 2011.
Il est élu le 17 juin 2012, député de la 1re circonscription des Alpes-de-Haute-Provence face à la candidate UMP, Éliane Barreille, maire de Malijai.
Le 4 octobre 2012, il est élu président du Conseil général des Alpes-de-Haute-Provence succédant ainsi à Jean-Louis Bianco qui a renoncé à ses fonctions. Le cumul de ces deux mandats étant incompatible, il abandonne la mairie de Castellane.
En mars 2015, il est élu conseiller départemental du canton de Castellane en tandem avec Alberte Vallée. Ils ont pour suppléants Thierry Collomp et Nadine Grac.
Le 28 août 2017, il annonce sa démission de la présidence du département, à compter du 1er septembre. 
Gilbert Sauvan meurt le 16 septembre 2017 à l'âge de 61 ans, des suites d'une longue maladie.

## Mandats
Député
- Du 20 juin 2012 au 16 septembre 2017 : député de la 1re circonscription des Alpes-de-Haute-Provence

Conseiller municipal / Maire
- du 15 mars 1983 au 15 mars 2008 : maire de Peyroules
- du 16 mars 2008 au 3 octobre 2012 : maire de Castellane

Conseiller général / départemental
- Du 2 avril 2015 au 31 août 2017 : président du Conseil départemental des Alpes-de-Haute-Provence
- Du 2 avril 2015 au 16 septembre 2017 : conseiller départemental du canton de Castellane
- 4 octobre 2012 au 29 mars 2015 : président du Conseil général des Alpes-de-Haute-Provence
- 22 mars 1998 au 29 mars 2015 : conseiller général du canton de Castellane
- 22 mars 1998 au 3 octobre 2012 : vice-président du Conseil général des Alpes-de-Haute-Provence

Autres mandats et fonctions
- 2001-2012 : président du conseil d’administration du Service départemental d'incendie et de secours (SDIS) 04
- 1998-2012 : président du Pays Asses-Verdon-Vaïre-Var
- 1998-2004 : président du Syndicat mixte du Val d'Allos
- 2001-2008 : vice-président de la Communauté de communes du Teillon